# Stefan Brockhoff
Stefan Brockhoff ist ein Sammelpseudonym, unter dem drei deutsche Schriftsteller zwischen 1935 und 1955 im Goldmann Verlag eine Reihe von Detektiv- bzw. Kriminalromanen veröffentlicht haben. Es handelt sich dabei um
- Dieter Cunz (1910–1969),
- Richard Plant (1910–1998) und
- Oskar Seidlin (1911–1984).

Jeder der Autoren ist in der Zeit des Nationalsozialismus in die USA emigriert und war unter eigenem Namen unter anderem auch Verfasser von Kinderbüchern.
1937 formulierten die drei Autoren für die „Zürcher Illustrierte“ in Anlehnung an die britischen und amerikanischen „Gebote für den Kriminalroman“ (beispielsweise Detection Club) ebenfalls „10 Gebote für den Kriminalroman“, auf die wiederum später Friedrich Glauser antwortete.

## Titel
- Schuß auf die Bühne. Detektiv-Roman, Goldmann, Leipzig 1935 und München 1954
- Musik im Totengässlein. Detektiv-Roman, Goldmann, Bern/Leipzig/Wien 1936 und München 1954
  - NA als Musik im Totengäßlein. Detektiv-Roman, Chronos (Schweizer Texte, Bd. 25), Zürich 2007, ISBN 978-3-0340-0833-4 (erweit. Fassung 2008: ISBN 978-3-0340-0912-6)
- Drei Kioske am See. Detektiv-Roman, Goldmann, Leipzig 1937 und München 1954
- Begegnung in Zermatt, Goldmann, München 1955

Die personale Autorschaft bei den einzelnen Titeln lässt sich nicht eindeutig zuordnen. Ein weiterer Titel, Verwirrung um Veronika, ist möglicherweise 1938 als Fortsetzungsroman in der Zürcher Illustrierten erschienen.